# Chingichnich
Chingichnich eller Chungichnich var hos Luiseñoindianerna i Kalifornien den allsmäktige guden.
Chingichnich har fått mycket uppmärksamhet eftersom det hos indianerna i USA, som vanligen utvecklat animistiska religioner, är ovanligt med monoteism.